# Obscuriphantes obscurus dilutior
Obscuriphantes obscurus là một loài nhện trong họ Linyphiidae.
Loài này thuộc chi Obscuriphantes. Obscuriphantes obscurus dilutior được Eugène Simon miêu tả năm 1929.